# Notomenia clavigera
Notomenia clavigera is een Solenogastressoort uit de familie van de Notomeniidae. De wetenschappelijke naam van de soort is voor het eerst geldig gepubliceerd in 1897 door Thiele.